# Цветочный парк
Цветочный парк (Парк чудес, Парк влюблённых) располагается в центре Грозного рядом с высотным комплексом Грозный-Сити.
Парк был открыт 17 сентября 2017 года, в день чеченской женщины. Его площадь составляет 4,5 га. Название парку дали посаженные на его территории 150 тысяч цветов, которые размещены на 467 металлических конструкциях. Кроме цветов в парке растут 18 тысяч кустов и более 500 деревьев (берёзы, клёны, пальмы). Для полива растений используется современная оросительная система. В парке действует фонтан, украшенный национальными башнями высотой 18 метров, установлены скульптуры животных.

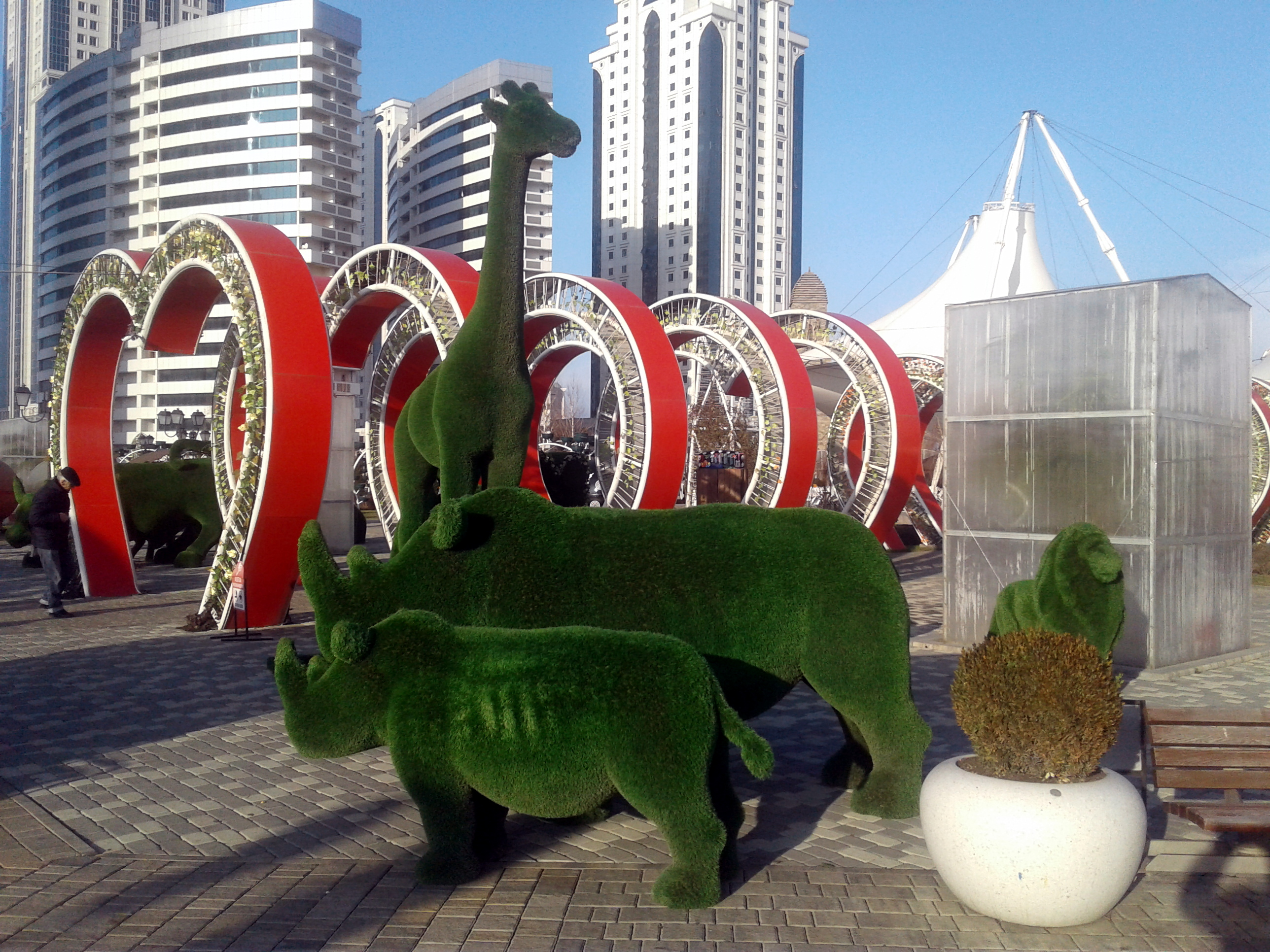
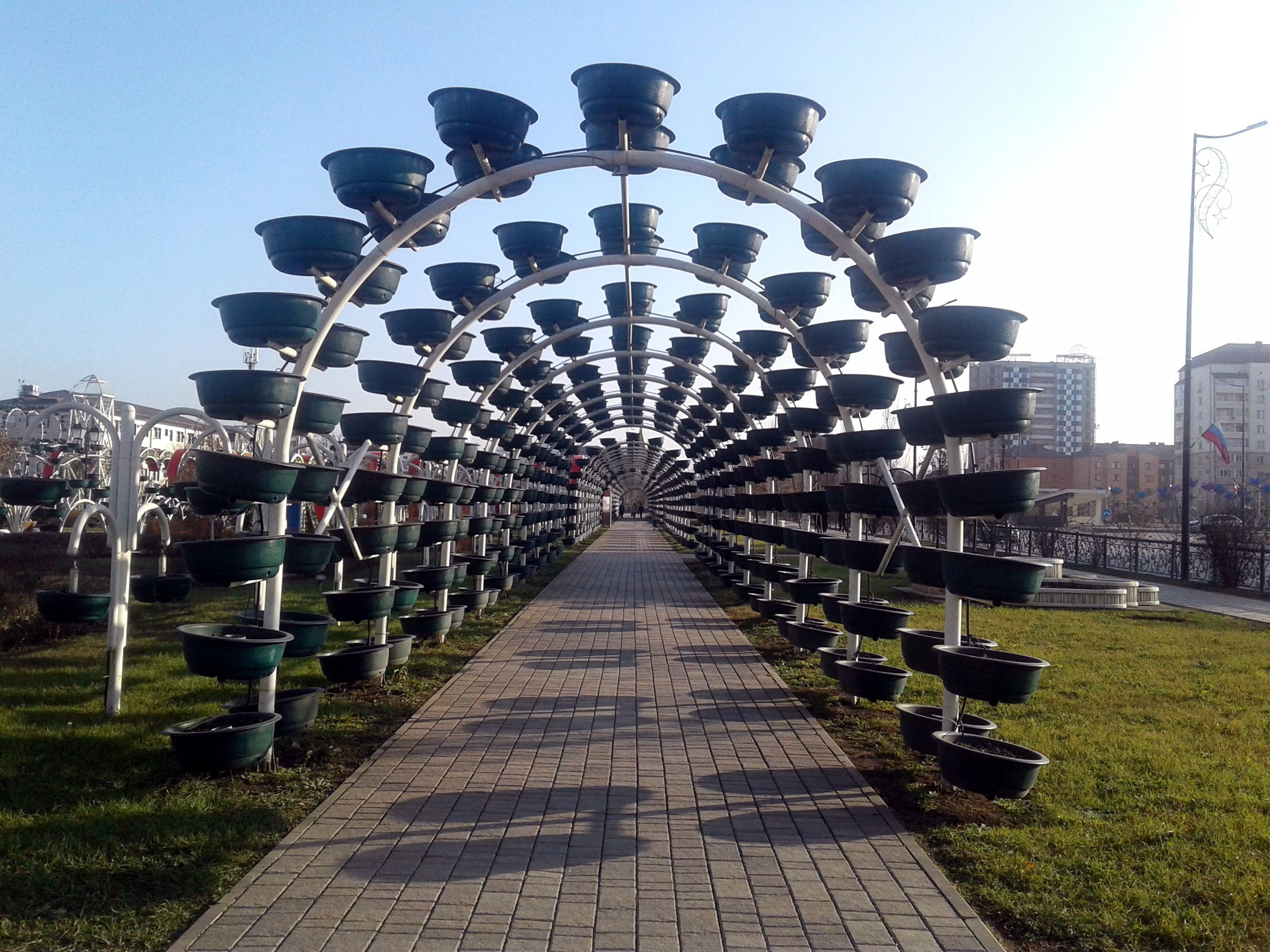
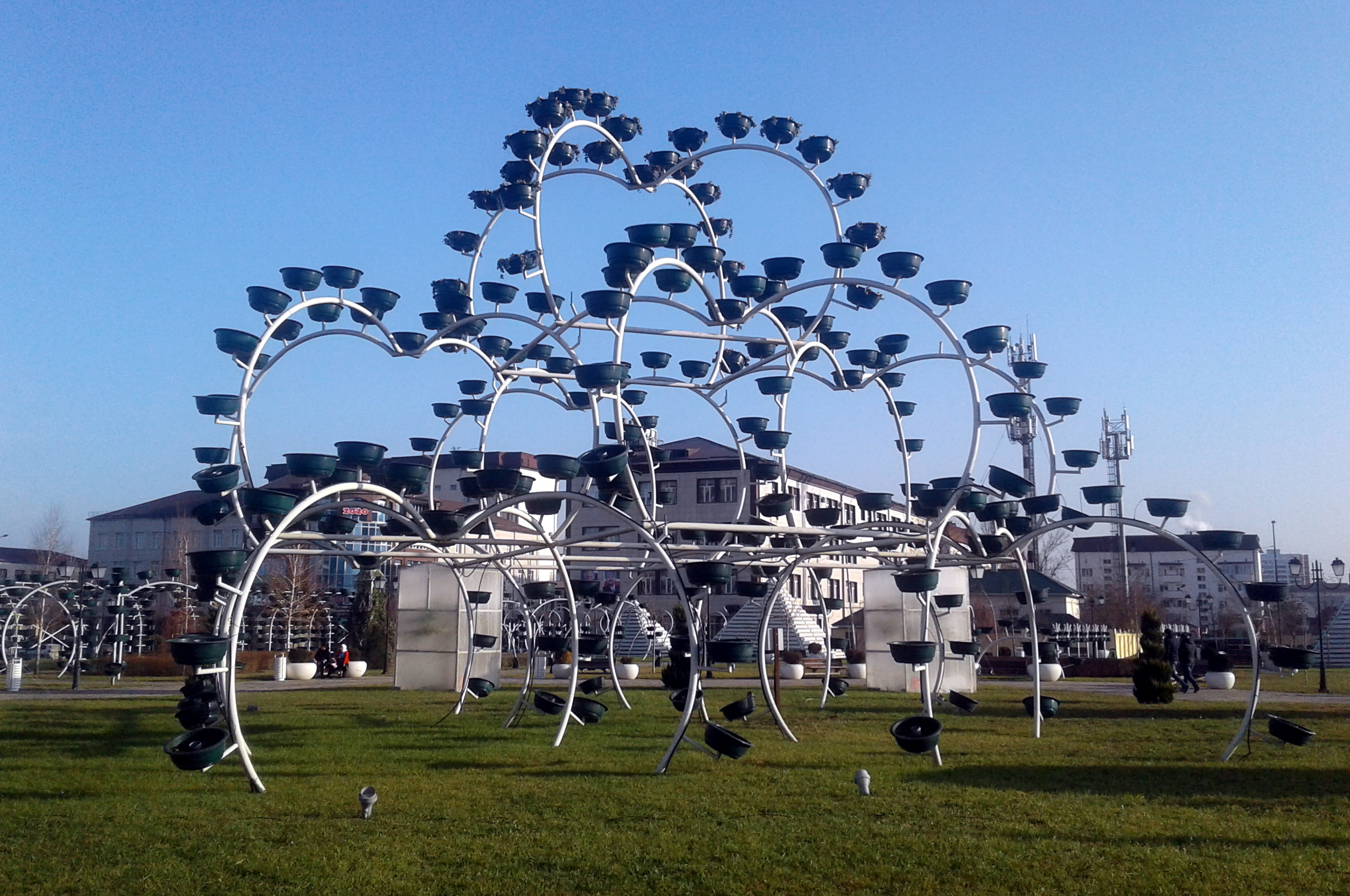
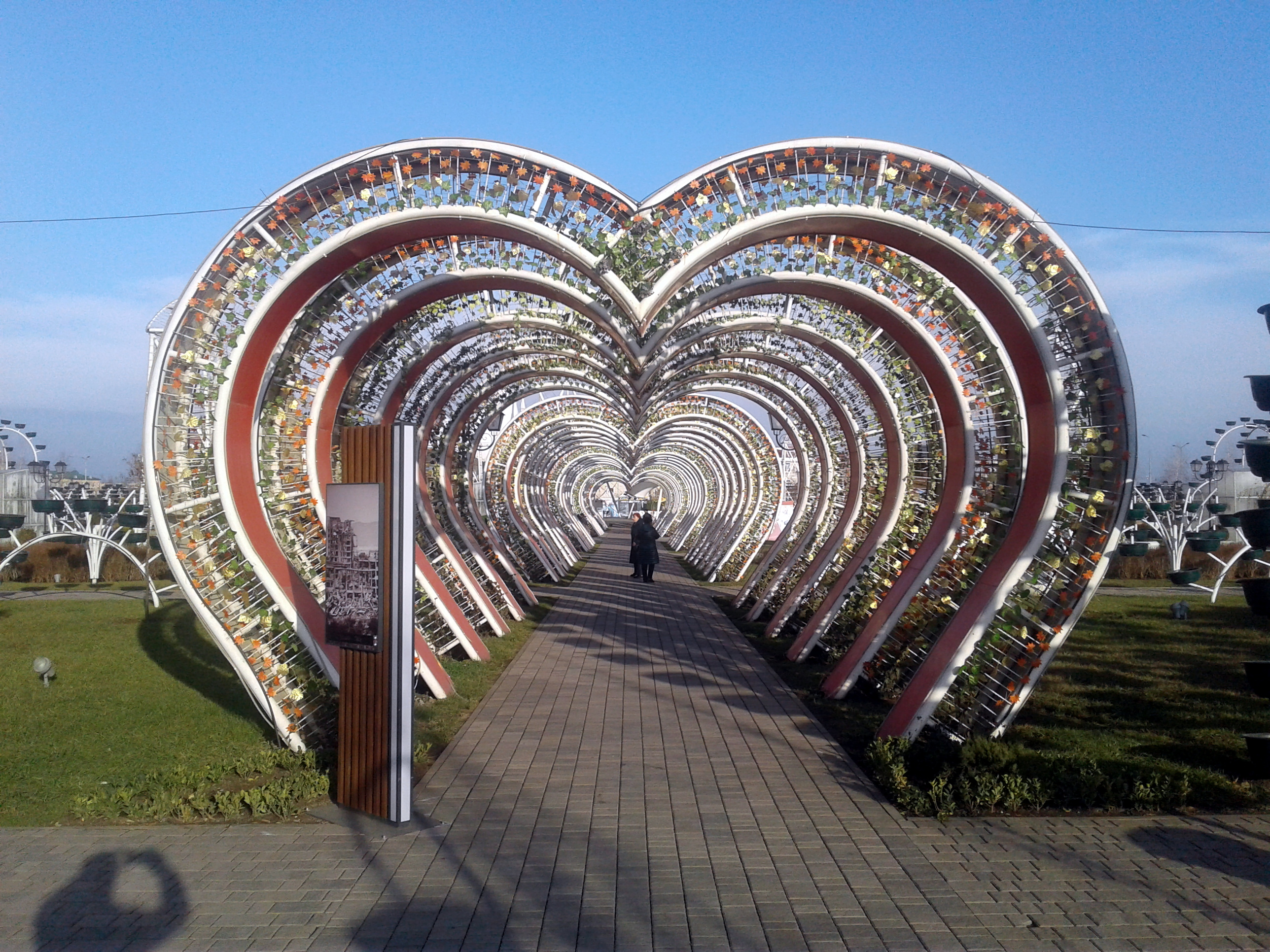